# Линдзи Келк
Линдзи Келк (на английски: Lindsey Kelk) е английска журналистка и авторка на бестселъри в жанра хумористичен любовен роман – чиклит.

## Биография
Линдзи Келк е родена на 3 октомври 1980 г. в Донкастър, Южен Йоркшър, Англия.
Получава бакалавърска степен по английска литература. Работи за кратко като специалист „Връзки с обществеността“, а след това няколко години като редакторка на детски книги в изд. „ХарпърКолинс“. Работила е и като колумнист и е водила рубрика в английското издание на сп. „Мари Клер“.

## Творчество
Келк е вдъхновена да напише първата си книга „Аз ♥ Ню Йорк“, след като се завръща с приятеля си от ваканция в Ню Йорк в дома си в Лондон, Англия, и не успява да преодолее следваканционната си депресия. Тя веднага решава, че това ще бъде поредица от книги („Аз обичам...“), всяка от които в различни градове, отчасти вдъхновени от нейния тийнейджърски опит от четенето на поредицата от романи Sweet Valley High. Книгата става бестселър и дава старт на писателската ѝ кариера.
Келк пише за много женски списания, включително води месечна колона за списание „Мари Клер“. През 2009 г. се премества с работата си на пълен работен ден като редактор на детски книги в Ню Йорк – нещо, за което казва, че следва стъпките на главната си героиня от нейната поредица книги.
През 2017 г. стартира награждавания подкаст за красота „Пълно покритие“ (Full Coverage) заедно с Хариет Хадфийлд, британска гримьорка и ютюбърка, също базирана в Лос Анджелис. Келк е и една от водещите на популярния кеч подкаст Tights and Fights.
След посещение на канадската страна на Ниагарския водопад по време на пътуване през 2010 г. тя решава да впише мястото в една от книгите си. „Аз обичам Холивуд“ е номинирана за наградата за избор на читателите (People's Choice Award) на първите награди Pure Passion Awards през 2010 г., организирани от Асоциацията на романтичните писатели. На наградите през следващата година „Аз обичам Париж“ е номиниран за романтична комедия на годината.
Нейният роман „Аз обичам Коледа“ е две седмици в списъка на бестселърите на сп. „Сънди Таймс“ през декември 2013 г., следван от A Girl's Best Friend през 2015 г. През 2023 г. нейният роман Love Me Do е избран за една от седемте най-популярни художествени книги на годината от „Таймс“.
Произведенията на писателката са публикувани на над 22 езика по света в над 1 милион екземпляра.

## Личен живот
Линдзи Келк живее със семейството си в Лондон и в Бруклин, Ню Йорк.
Любимата ѝ книга за всички времена е „Тайната история“ от Дона Тарт. Преди това е живяла в Уилямсбърг и Парк Слоуп, Бруклин, но се премества в Лос Анджелис през 2015 г. Има две котки и е голяма любителка на кеча.

## Произведения

### Самостоятелни романи
- The Single Girl's To-Do List (2011)
Нещо неприлично скъпо!, ИК „Кръгозор“, София (2012), прев. Антоанета Дончева-Стаматова
- Always the Bridesmaid (2015)
- We Were On a Break (2016)
- One in a Million (2018)
- In Case You Missed It (2020)
- On a Night Like This (2021)
- The Christmas Wish (2022)
- Love Me Do (2023)

### Поредици

#### Серия „Аз обичам...“ (I Heart)
1. I Heart New York (2009)
Аз ♥ Ню Йорк, ИК „Кръгозор“, София (2010), изд. „СББ Медиа“ (2015), прев. Антоанета Дончева-Стаматова
2. I Heart Hollywood (2009)
Аз обичам Холивуд, ИК „Кръгозор“, София (2010), изд. „СББ Медиа“ (2016), прев. Антоанета Дончева-Стаматова
3. I Heart Paris (2010)
Аз обичам Париж, ИК „Кръгозор“, София (2011), прев. Антоанета Дончева-Стаматова
4. I Heart Vegas (2011)
Аз обичам Вегас, ИК „Кръгозор“, София (2013), прев. Антоанета Дончева-Стаматова
5. I Heart London (2012)
6. I Heart Christmas (2013)
7. I Heart Forever (2017)
8. I Heart Hawaii (2019)

#### Серия „Джени Лопес“ (Jenny Lopez)
1. Jenny Lopez Has a Bad Week (2011), кн. 3.5 от серията „Аз обичам...“
2. Jenny Lopez Saves Christmas (2014), кн. 6.5 от серията „Аз обичам...“

#### Серия „Тес Брукс“ (Tess Brookes), изв. и като „Момиче“ (A Girl)
1. About a Girl (2013)
2. What a Girl Wants (2014)
3. A Girl's Best Friend (2015)

#### Серия „Пепел и искри“ (Cinders & Sparks)
1. Magic at Midnight (2019)
2. Fairies in the Forest (2019)
3. Goblins and Gold (2022)